# フェロー諸島の旗

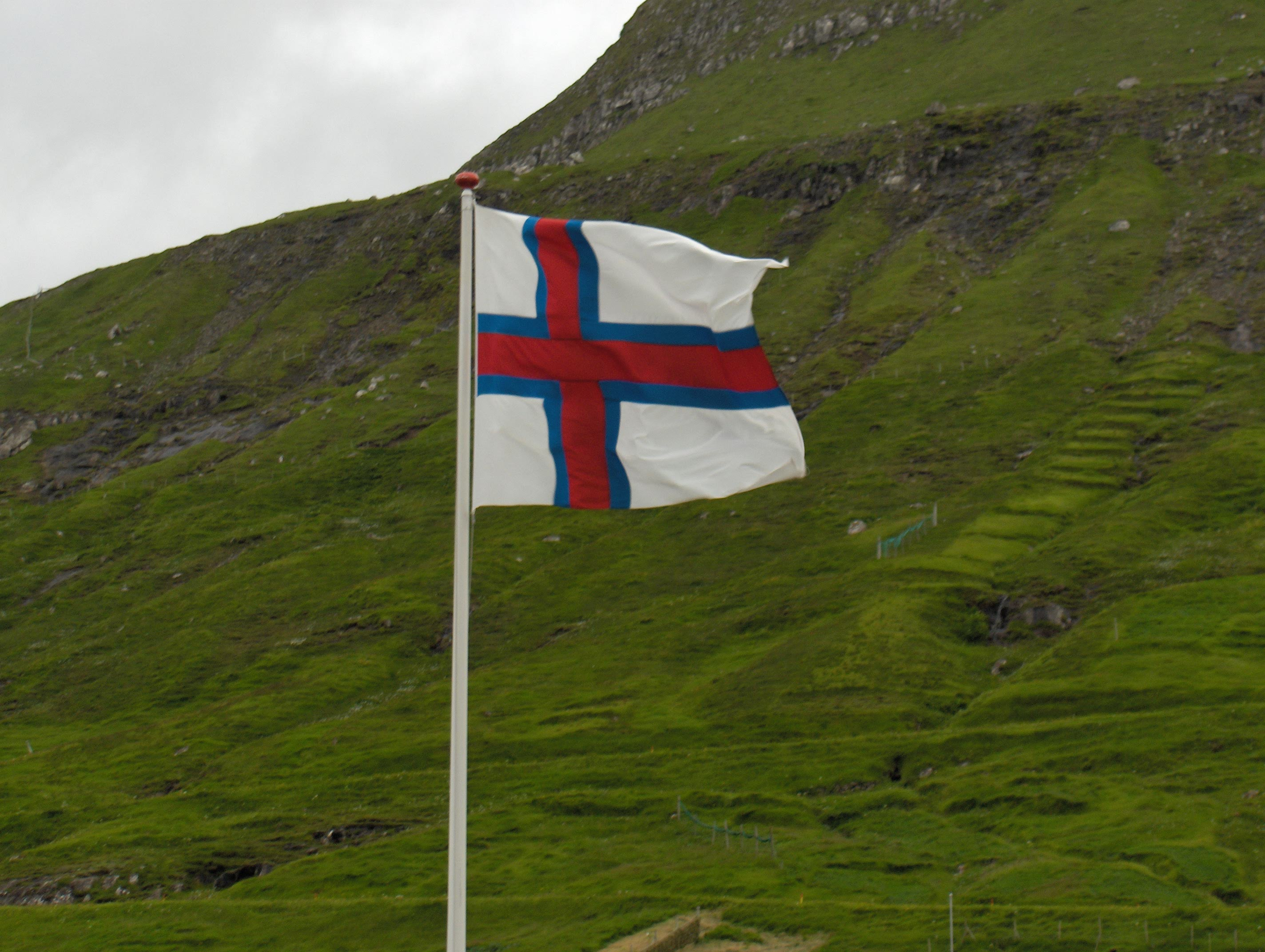
「Merkið」の旗がエストゥロイ島のFunningurに掲揚されている

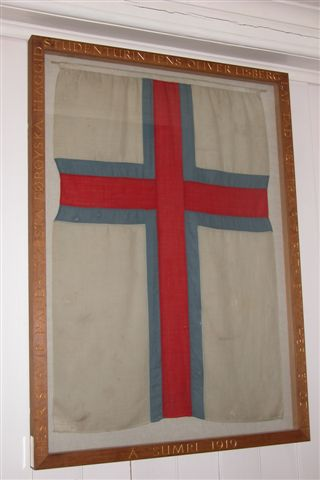
Fámjinの村の教会に飾られている最初の「Merkið」の旗

フェロー諸島の旗は白地に青と赤のスカンディナヴィア十字が描かれた旗。「旗」（the banner）や「印」（the mark）を意味する「Merkið」と呼ばれる。かつての支配者ノルウェーの国旗と、フェロー諸島から移民した人々の住むアイスランドの国旗と似るが、これらはみなデンマークの国旗・ダネブロウに基づく。
羊の島とよばれ紋章にも羊を用いるフェロー諸島では19世紀後半のナショナリズム高揚の際に羊がシンボルに使われた。1888年のクリスマスにフェロー語やフェローの伝統の護持を求めて行われた集会以降、フェロー国民運動が高まり、青地の周りを太い赤枠で囲み中央に白い羊をあしらった旗が非公式に用いられた。後には羊の代わりにフェロー諸島の鳥であるミヤコドリが使われた。1915年に近隣のアイスランドがスカンディナヴィア十字の伝統に則った独自の旗を決めたことは、同じくデンマーク領だったフェロー諸島に大きな影響を与えた。
現在の旗は1919年、デンマーク本土の首都コペンハーゲンで学ぶ Jens Oliver Lisberg とその友人たち、Janus Øssursson、Pauli Dahl が考案し、 Ninna Jacobsen が旗を縫った。同年6月22日にはLisbergの故郷であるフェロー諸島最南のスヴロイ島（Suðuroy）のFámjin村での結婚式でこの旗が掲げられたが、これが最初に「Merkið」の旗がフェロー諸島に翻った瞬間であった。
1930年にはフェロー諸島議会（Løgting）の開会式において、デンマーク国旗が引き下ろされ「Merkið」が掲げられる事件が起きた。1931年には「Merkið」はフェロー各地で一般的に使われる旗になったが、その存在はあくまで非公式であった。
1940年からのデンマーク本土がドイツ軍に占領されたことを受けてイギリス軍はフェロー諸島占領を行った。1940年4月25日、イギリス軍占領政府はフェロー諸島の船舶をドイツ占領下のデンマーク船舶と区別するために「Merkið」を商船旗として承認した。陸上ではあくまでもデンマーク国旗が公式に使用されたが、「Merkið」が海上だけとはいえフェロー諸島の旗としての地位を得た4月25日は、現在でも国旗の日として祝われている。
終戦とともにイギリス軍は去ったが、軍政下での自治を経験した島民はデンマークの一自治体に戻ることをよしとせず独立を目指した。住民投票の結果フェロー諸島はデンマーク領にとどまるものの自治権を得ることになり、1948年5月23日、デンマーク政府は自治法で「Merkið」をフェロー諸島政府の旗として承認した。北欧理事会ではこの旗も他の北欧諸国・地域の旗とともに掲げられている。最初の「Merkið」の旗は、今もFámjin村の教会に飾られている。
なおこの旗のデザインは、赤色と青色を隣同士に置いている点で、伝統的な旗章学および紋章学のティンクチャー配置のルールからは外れている。

?縦横比2:3の別タイプ
?19世紀までの国旗